# Вайфе-Гольдберг, Мария Соломоновна
Мария Соломоновна Вайфе-Гольдберг (англ. Marie Waife-Goldberg, урождённая Рабинович; 29 октября 1892, Одесса, Херсонская губерния — 30 ноября 1985, Уайт-Плейнс, Нью-Йорк) — американская писательница, дочь писателя Шолом-Алейхема, наиболее известная в связи с опубликованной биографией «Мой отец, Шолом-Алейхем».

## Биография
Родилась в Одессе в 1892 году, пятым ребёнком в семье Соломона Наумовича Рабиновича (Шолом-Алейхема) и его жены Ольги Элимелеховны Лоевой. Жила в разных городах по всей Европе, включая Швейцарию, Германию и Италию, из-за финансовой нестабильности её семьи, вплоть до 1914 года, когда она и ее семья эмигрировали в США, проживая в Нижнем Ист-Сайде Нью-Йорка.
Вышла замуж за писателя и журналиста Бенджамина Вайфе (псевдоним Бен-Цион Гольдберг) в 1917 году. В их семье родились сыновья Шолом и Митчелл. В 1968 году Вайфе-Гольдберг опубликовала биографию своего отца под названием «Мой отец, Шолом-Алейхем», первую полную биографию известного писателя. Проводила вечерные встречи чтения трудов Шолом-Алейхема в своей нью-йоркской резиденции в годовщинах его смерти. Умерла в 1985 году.